# WCW Saturday Night
WCW Saturday Night, in precedenza Georgia Championship Wrestling e World Championship Wrestling, era il nome del programma televisivo principale della World Championship Wrestling.

## Storia
Lanciato dalla Georgia Championship Wrestling nel 1971, il programma continuò ad andare in onda attraverso diverse incarnazioni e nomi differenti prima di diventare WCW Saturday Night nel 1992. Anche se inizialmente era lo show principale della compagnia, il debutto di WCW Monday Nitro nel settembre 1995, usurpò presto la sua posizione di prevalenza come principale fonte e luogo di sviluppo di storyline e angle della federazione.
Le quotazioni dello show furono ulteriormente svalutate dall'avvento di WCW Thunder nel 1998. Ridotto a terzo programma della federazione, WCW Saturday Night cessò di esistere nel 2000. Con il fallimento della WCW nel 2001, i diritti di trasmissione di WCW Saturday Night furono acquistati dalla WWE.
59 puntate del periodo 1992-1993 di WCW Saturday Night sono disponibili in streaming sulla piattaforma digitale WWE Network. Altre puntate del periodo 1985-1989 sono state rese disponibili a partire dal 2015 e 2016.

## Passaggi di titolo
Nel corso degli anni, a WCW Saturday Night ci sono stati numerosi cambi di titoli:
- Rick Rude & Manny Fernandez sconfissero The Rock 'n' Roll Express (Ricky Morton & Robert Gibson) vincendo l'NWA World Tag Team Championship (6 dicembre 1986)
- Dick Murdoch & Ivan Koloff sconfissero Ron Garvin & Barry Windham aggiudicandosi l'NWA United States Tag Team Championship (14 marzo 1987)
- The Midnight Express (Bobby Eaton & Stan Lane) sconfissero Ron Garvin & Barry Windham nella finale del torneo per l'assegnazione dell'NWA United States Tag Team Championship (16 maggio 1987)
- The Steiner Brothers (Rick Steiner & Scott Steiner) sconfissero The Fabulous Freebirds (Jimmy Garvin & Michael P.S. Hayes) vincendo l'NWA World Tag Team Championship (18 novembre 1989)
- Tom Zenk sconfisse Arn Anderson conquistando l'NWA World Television Championship (29 dicembre 1990)
- The Patriots (Todd Champion & Firebreaker Chip) sconfissero The Fabulous Freebirds (Jimmy Garvin & Michael P.S. Hayes) aggiudicandosi il WCW United States Tag Team Championship (7 settembre 1991)
- Greg Valentine & Terry Taylor sconfissero Ron Simmons & Big Josh vincendo il WCW United States Tag Team Championship (29 febbraio 1992)
- Barry Windham sconfisse Steve Austin in un two out of three falls match aggiudicandosi il WCW World Television Championship (9 maggio 1992)
- Dustin Rhodes & Barry Windham sconfissero "Dr. Death" Steve Williams & Terry Gordy vincendo l'NWA e il WCW World Tag Team Championship (3 ottobre 1992)
- Dustin Rhodes sconfisse Ricky Steamboat nella finale del torneo per l'assegnazione del vacante WCW United States Heavyweight Championship (16 gennaio 1993)
- Dustin Rhodes sconfisse Rick Rude nel match finale di una serie al meglio di tre per il vacante WCW United States Heavyweight Championship (11 settembre 1993)
- 2 Cold Scorpio & Marcus Alexander Bagwell sconfissero The Nasty Boys (Brian Knobbs & Jerry Sags) vincendo il WCW World Tag Team Championship (23 ottobre 1993)
- Ric Flair sconfisse Ricky Steamboat per il titolo WCW World Heavyweight Championship (14 maggio 1994)
- Larry Zbyszko sconfisse Lord Steven Regal aggiudicandosi il WCW World Television Championship (28 maggio 1994)
- Harlem Heat (Booker T & Stevie Ray) sconfissero Stars 'N' Stripes (The Patriot & Marcus Alexander Bagwell) vincendo il WCW World Tag Team Championship (14 gennaio 1995)
- Dick Slater & Bunkhouse Buck sconfissero Harlem Heat (Booker T & Stevie Ray) vincendo il WCW World Tag Team Championship (22 luglio 1995)
- Harlem Heat (Booker T & Stevie Ray) sconfissero The American Males (Marcus Alexander Bagwell & Scotty Riggs) conquistando il WCW World Tag Team Championship (28 ottobre 1995)
- Lex Luger sconfisse Johnny B. Badd conquistando il WCW World Television Championship (9 marzo 1996)
- Lord Steven Regal sconfisse Lex Luger vincendo il WCW World Television Championship (31 agosto 1996)
- Harlem Heat (Booker T & Stevie Ray) sconfissero Public Enemy (Rocco Rock & Johnny Grunge) vincendo il WCW World Tag Team Championship (5 ottobre 1996)
- Chris Jericho sconfisse Alex Wright conquistando il WCW World Cruiserweight Championship (16 agosto 1997)